# Boliscus
Boliscus là một chi nhện trong họ Thomisidae.